# Яоцу

35°28′34″ пн. ш. 137°8′30″ сх. д. / 35.47611° пн. ш. 137.14167° сх. д.
Яо́цу (яп. 八百津町, やおつちょう, МФА: [ja.ot͡su̥ t͡ɕoː]) — містечко в Японії, в повіті Камо префектури Ґіфу. Станом на 1 квітня 2009 площа містечка становила 128,81 км². Станом на 1 липня 2011 населення містечка становило 11 887 осіб.